# Delfina Merino
Delfina Merino, född den 15 oktober 1989 i Vicente López i Argentina, är en argentinsk landhockeyspelare.

## Karriär
Delfina Merino tog OS-silver i damernas landhockeyturnering i samband med de olympiska landhockeytävlingarna 2012 i London. Vid olympiska sommarspelen 2020 i Tokyo var Merino återigen en del av Argentinas lag som tog silver i landhockey.